# Nautilocalyx leticianus
Nautilocalyx leticianus är en tvåhjärtbladig växtart som beskrevs av Wiehler. Nautilocalyx leticianus ingår i släktet Nautilocalyx och familjen Gesneriaceae. Inga underarter finns listade i Catalogue of Life.